# デイヴァ・マリーナ
デイヴァ・マリーナ(イタリア語: Deiva Marina)は、イタリア共和国リグーリア州ラ・スペツィア県にある、人口約1,400人の基礎自治体（コムーネ）。

## 地理

### 位置・広がり

#### 隣接コムーネ
隣接するコムーネは以下の通り。括弧内のGEはジェノヴァ県所属を示す。
- カッロ
- カッローダノ
- カスティリオーネ・キアヴァレーゼ (GE)
- フラムーラ
- モネーリア (GE)

### 地震分類
イタリアの地震リスク階級 (it) では、3 に分類される
。